# Jovan Tanasijević
Jovan Tanasijević (ur. 20 stycznia 1978 w Prisztinie) piłkarz czarnogórski grający na pozycji prawego środkowego obrońcy.

## Kariera klubowa
Tanasijević pochodzi z Prisztiny, stolicy Kosowa. Jest wychowankiem tamtejszego klubu KF Prisztina. W sezonie 1994/1995 zadebiutował w jego barwach w 3. lidze jugosłowiańskiej i na tym poziomie ligowym występował do 1997 roku, kiedy to Priština awansowała do drugiej ligi. W połowie sezonu 1997/1998 przeszedł do Vojvodiny Nowy Sad, z którą w pierwszym sezonie zajął 4. miejsce w pierwszej lidze. W kolejnych sezonach zajmował jednak pozycje w środku tabeli i nie osiągnął z Vojvodiną większych sukcesów.
W 2003 roku Jovan przeszedł do rosyjskiego Dinama Moskwa. W pierwszym swoim sezonie zajął z moskiewską drużyną 6. miejsce, ale w kolejnych dwóch były to gorsze pozycje. W 2006 roku przeszedł na wypożyczenie do FK Rostów, z którym zdołał utrzymać się w lidze. Od początku 2007 roku ponownie był zawodnikiem Dynama, w którym grał do końca 2009 roku. W 2010 roku został piłkarzem Salutu-Eniergiji Biełgorod.
| Sezon   | Klub                      | Kraj                | Rozgrywki         | Mecze | Bramki |
| ------- | ------------------------- | ------------------- | ----------------- | ----- | ------ |
| 1994/95 | FK Priština               | Jugosławia          | 3. liga           | 1     | 0      |
| 1995/96 | FK Priština               | Jugosławia          | 3. liga           | 4     | 2      |
| 1996/97 | FK Priština               | Jugosławia          | 3. liga           | 28    | 7      |
| 1997/98 | FK Priština               | Jugosławia          | 2. liga           | 15    | 6      |
| 1997/98 | FK Vojvodina              | Jugosławia          | Super liga Srbije | 11    | 0      |
| 1998/99 | FK Vojvodina              | Jugosławia          | Super liga Srbije | 9     | 0      |
| 1999/00 | FK Vojvodina              | Jugosławia          | Super liga Srbije | 32    | 1      |
| 2000/01 | FK Vojvodina              | Jugosławia          | Super liga Srbije | 19    | 1      |
| 2001/02 | FK Vojvodina              | Jugosławia          | Super liga Srbije | 20    | 0      |
| 2002/03 | FK Vojvodina              | Serbia i Czarnogóra | Super liga Srbije | 16    | 2      |
| 2003    | Dinamo Moskwa             | Rosja               | Priemjer-Liga     | 27    | 0      |
| 2004    | Dinamo Moskwa             | Rosja               | Priemjer-Liga     | 29    | 1      |
| 2005    | Dinamo Moskwa             | Rosja               | Priemjer-Liga     | 24    | 0      |
| 2006    | FK Rostów                 | Rosja               | Priemjer-Liga     | 27    | 0      |
| 2007    | Dinamo Moskwa             | Rosja               | Priemjer-Liga     | 26    | 0      |
| 2008    | Dinamo Moskwa             | Rosja               | Priemjer-Liga     | 20    | 1      |
| 2009    | Dinamo Moskwa             | Rosja               | Priemjer-Liga     | 12    | 0      |
| 2010    | Salut-Eniergija Biełgorod | Rosja               | Pierwyj diwizion  |       |        |

## Kariera reprezentacyjna
14 stycznia 2001 roku Tanasijević zadebiutował w reprezentacji Jugosławii w zremisowanym 1:1 towarzyskim meczu z Bośnią i Hercegowiną. W tym samym roku rozegrał jeszcze dwa towarzyskie spotkania i więcej w drużynie narodowej nie wystąpił.
Po uzyskaniu niepodległości przez Czarnogórę Tanasijević wystąpił w pierwszym oficjalnym meczu nowo powstałej reprezentacji Czarnogóry. 24 marca 2007 Czarnogóra pokonała 2:1 Węgry.